# فردیناند گوتسچاک
فردیناند گوتسچاک (انگلیسی: Ferdinand Gottschalk؛ ۲۸ فوریهٔ ۱۸۵۸ – ۱۰ نوامبر ۱۹۴۴) هنرپیشه اهل بریتانیا بود.
از فیلم‌ها یا برنامه‌های تلویزیونی که وی در آن نقش داشته است، می‌توان به گروه موسیقی وارد می‌شود، گرند هتل، بی‌نوایان، زن، میدان برکلی، ماجراهای مارکو پولو، نقاب فو مانچو، مادام دو باری، کلایو هند اشاره کرد.